# Myrzakent
Myrzakent (kazakiska: Мырзакент) är en ort i Kazakstan. Den ligger i oblystet Sydkazakstan i den södra delen av landet, 1 200 km söder om huvudstaden Astana. Myrzakent ligger 267 meter över havet och antalet invånare är 9 752.
Terrängen runt Myrzakent är mycket platt. Runt Myrzakent är det ganska tätbefolkat, med 116 invånare per kvadratkilometer. Det finns inga andra samhällen i närheten. Trakten runt Myrzakent består till största delen av jordbruksmark.